# Cauda em T

Esquema de uma cauda em T.

Uma Cauda em T ou T-tail é uma configuração do estabilizador horizontal de uma aeronave em que os profundores são montados acima do estabilizador vertical. Tradicionalmente, as superfícies de controle horizontal são montadas junto à fuselagem, na base do estabilizador vertical. Tal configuração faz parecer com a letra maiúscula "T" quando vista de frente para trás, dando origem ao nome.

## Vantagens

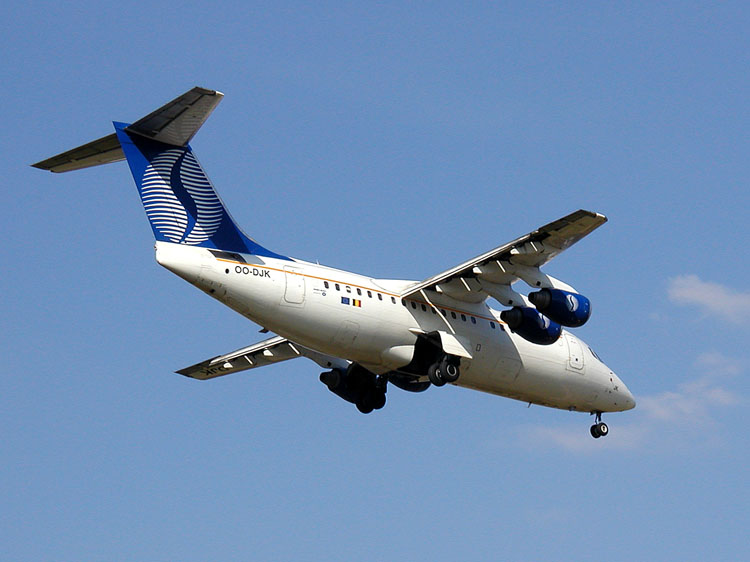
British Aerospace Avro RJ-85 da SN Brussels Airlines

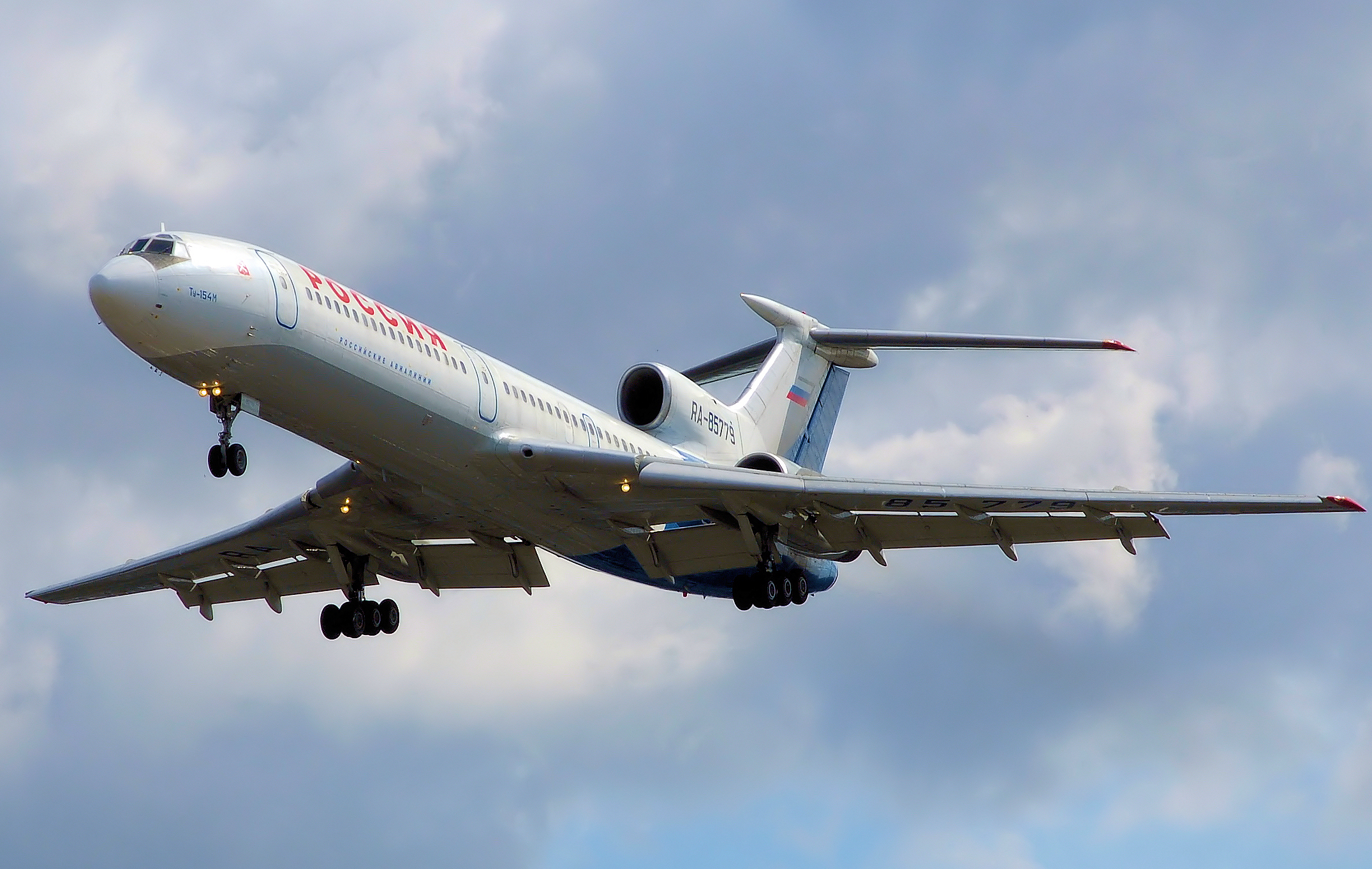
Tupolev Tu-154M da Rossiya Russian Airlines.

- As superfícies da cauda são mantidas fora do fluxo de ar atrás da asa, dando um fluxo mais suave e um controle melhor de arfagem. Isto é especialmente importante para aviões operando em baixa velocidade, onde um fluxo de ar limpo é necessário para um controle efetivo. A linha de aeronaves STOL da De Havilland Canada utiliza esta configuração por este motivo em especial.
- A configuração em "T" também permite uma aerodinâmica de alta performance e uma excelente razão de planeio, de forma que a empenagem não é afetada pelo arrasto induzido produzido pela asa. Por este motivo, esta configuração é popular em planadores.
- As superfícies da cauda são montadas bem atrás da fuselagem traseira, permitindo a instalação de motores nestas áreas. Isto é também o motivo da cauda em "T" ser comumente encontrada em aeronaves com motores montados na fuselagem, incluindo tri-reatores. O Douglas DC-9, Bombardier CRJ200, Embraer ERJ 145, Boeing 717, Boeing 727, Fokker F28, Fokker 70, Fokker 100, Vickers VC-10, Hawker Siddeley Trident, BAC 1-11, Tu-134, Tu-154, Il-62, e McDonnell Douglas MD-80, McDonnell Douglas MD-90, são alguns dos exemplos de aeronaves que utilizam tal tipo de cauda.

## Desvantagens

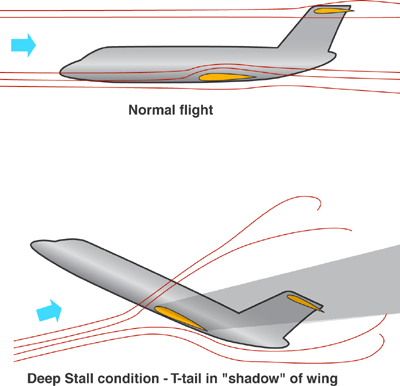
Exemplo de estol com cauda em "T".

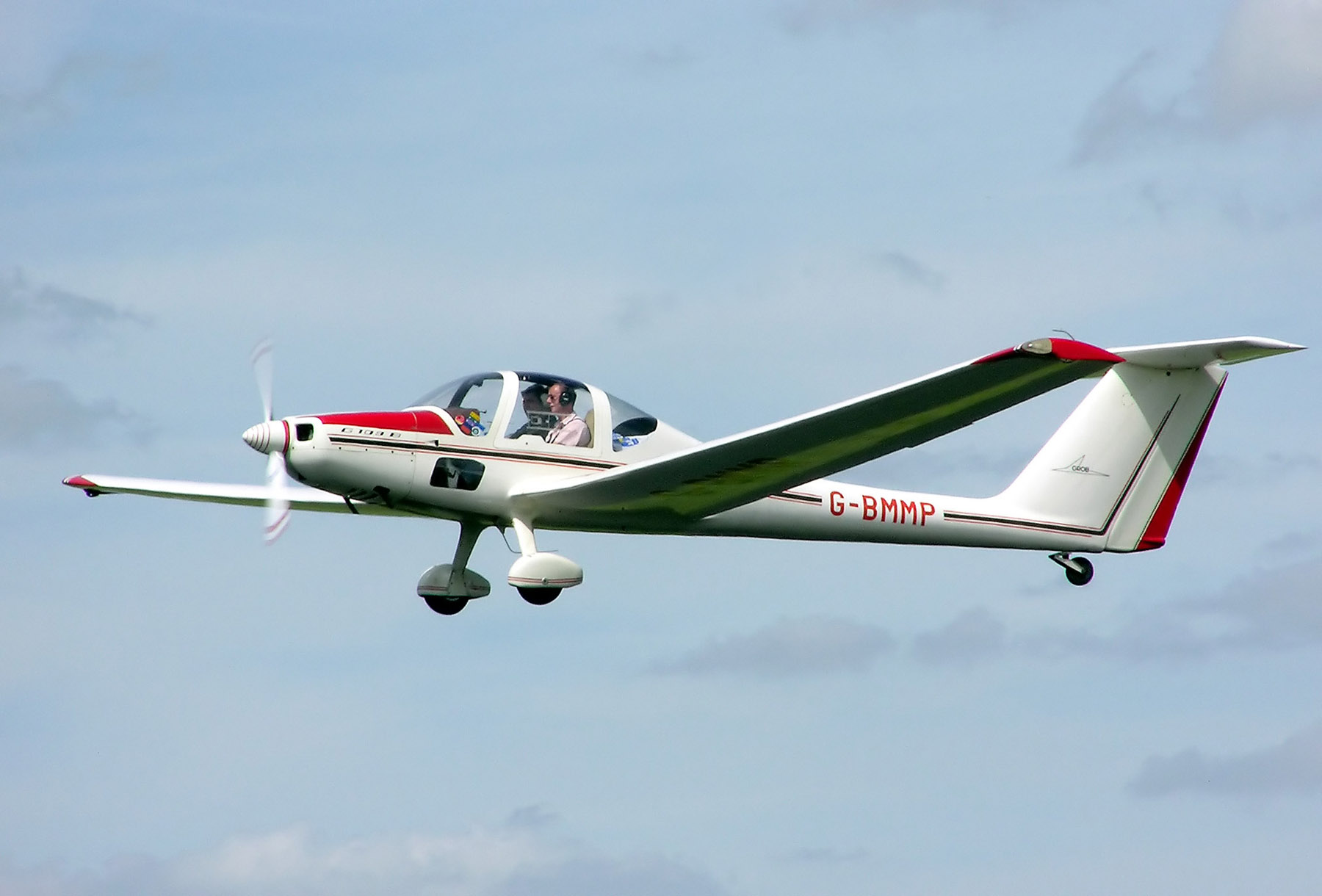
Grob motor glider.

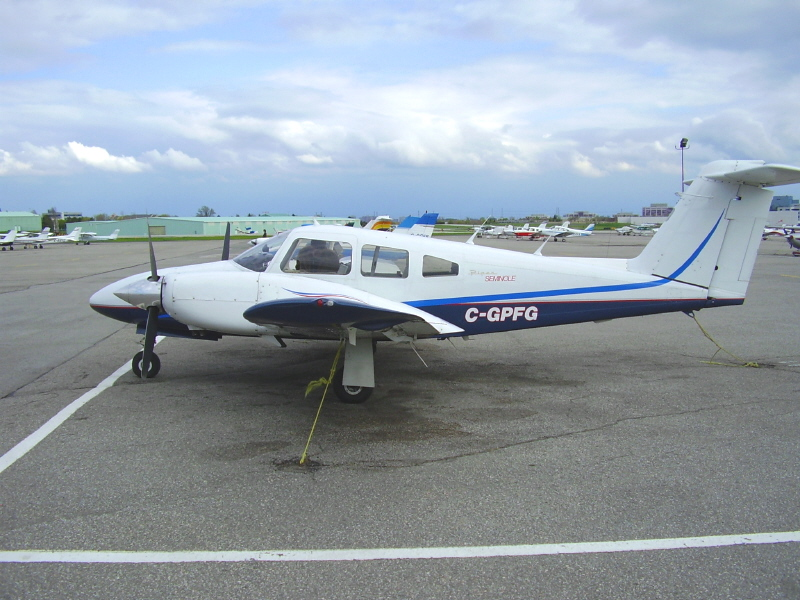
Piper PA-44-180 Seminole.

- A aeronave tende muito mais a entrar em uma condição perigosa de Estol, anulando o fluxo de ar sobre a superfície da cauda e os profundores por causa de uma asa estolada, levando a uma total perda de controle de arfagem.[1] O F-101 Voodoo sofreu deste problema durante todo seu tempo de serviço.
- O estabilizador vertical deve ser consideravelmente mais forte e rígido para suportar as forças geradas pela cauda. A menos que sejam utilizados materiais compostos mais caros, isto inevitavelmente a faz ainda mais pesada.
- A configuração de cauda em "T" também pode causar várias preocupações na questão de manutenção. Os controles para exercer trabalho sobre o profundor são mais complexos, e as superfícies de comando são mais difíceis de ser casualmente inspecionadas do solo.
- Devido a uma falta de fluxo de ar sobre o profundor de um motor montado na frente (pistão ou turboélice), o controle em baixa velocidade é reduzido e a operação nesta condição é mais difícil para aeronaves não projetadas para baixas velocidades.